# مارتا سيروتكينا
مارتا سيروتكينا (بالروسية: Сироткина, Марта Александровна) مواليد 22 مارس 1991 في موسكو، هي لاعبة كرة مضرب روسية بدأت مسيرتها كمحترفة سنة 2007 تلعب باليد اليمنى. أعلى تصنيف لها في الفردي كان المركز الـ 115 في سنة 2013. أعلى تصنيف لها في الزوجي كان المركز الـ 141 في سنة 2013.

## الميداليات
| الميدالية | المسابقة                |
| --------- | ----------------------- |
| برونزية   | ألعاب جامعية صيفية 2011 |
| برونزية   | ألعاب جامعية صيفية 2011 |

## وصلات خارجية
- مارتا سيروتكينا على موقع رابطة محترفات التنس (الإنجليزية)
- مارتا سيروتكينا على موقع الاتحاد الدولي لكرة المضرب (الإنجليزية)
- مارتا سيروتكينا على موقع إي إس بي إن.كوم (الإنجليزية)

- الموقع الرسمي